# Csigahajtás

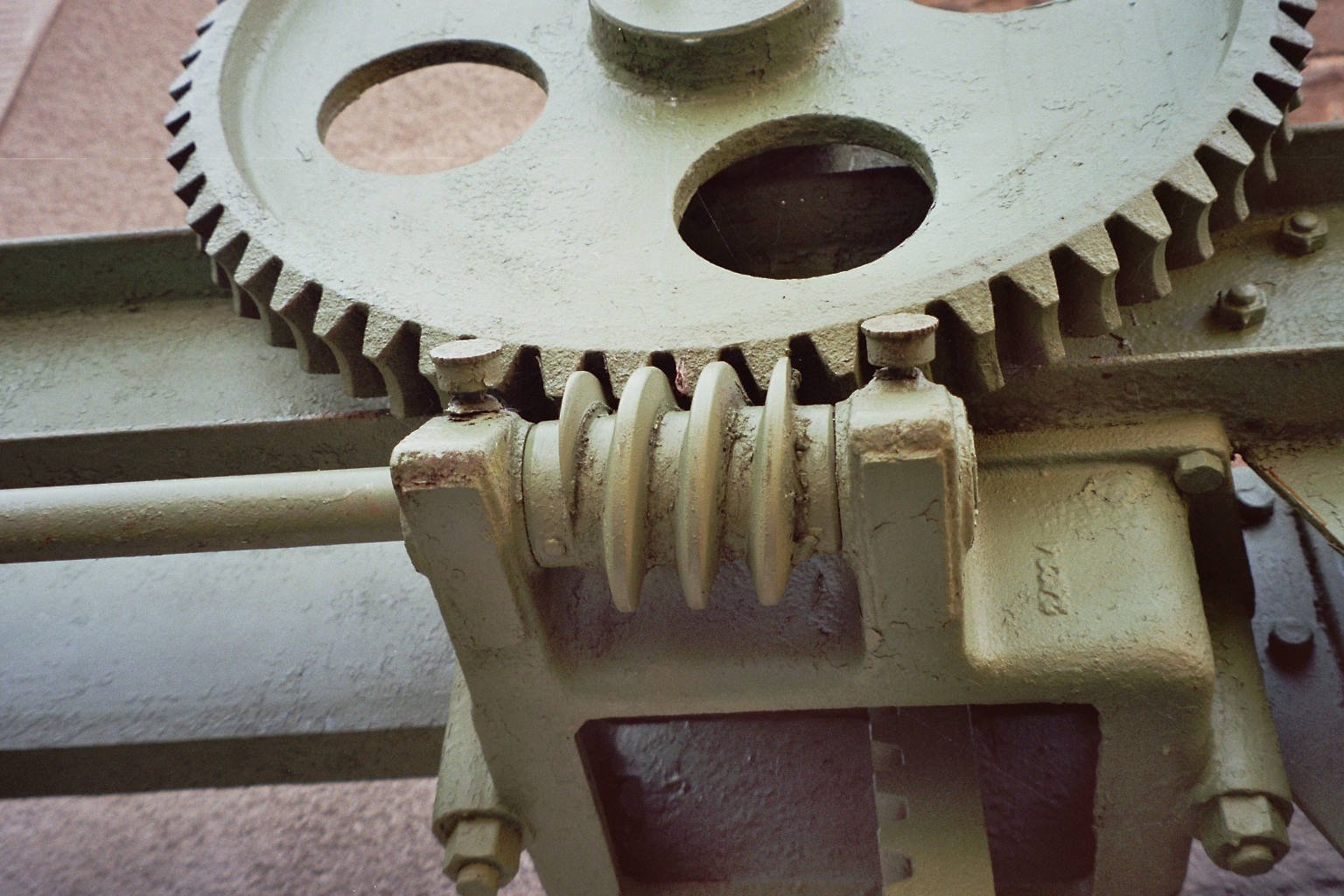
Kapunyitó csigahajtás

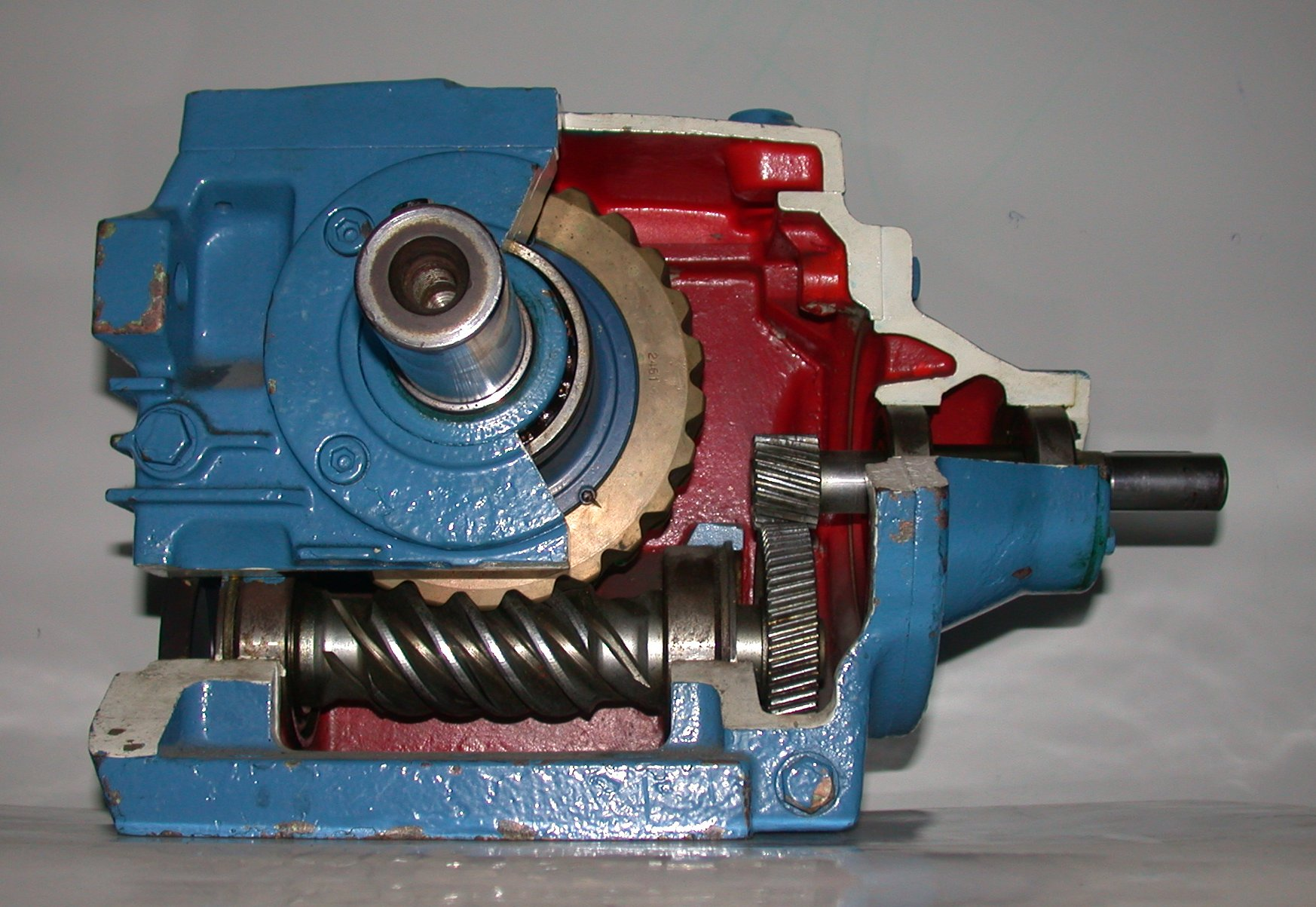
Csigahajtómű több bekezdésű csigával és fogaskerekes előtéttengellyel

Négybekezdésű csiga animációja

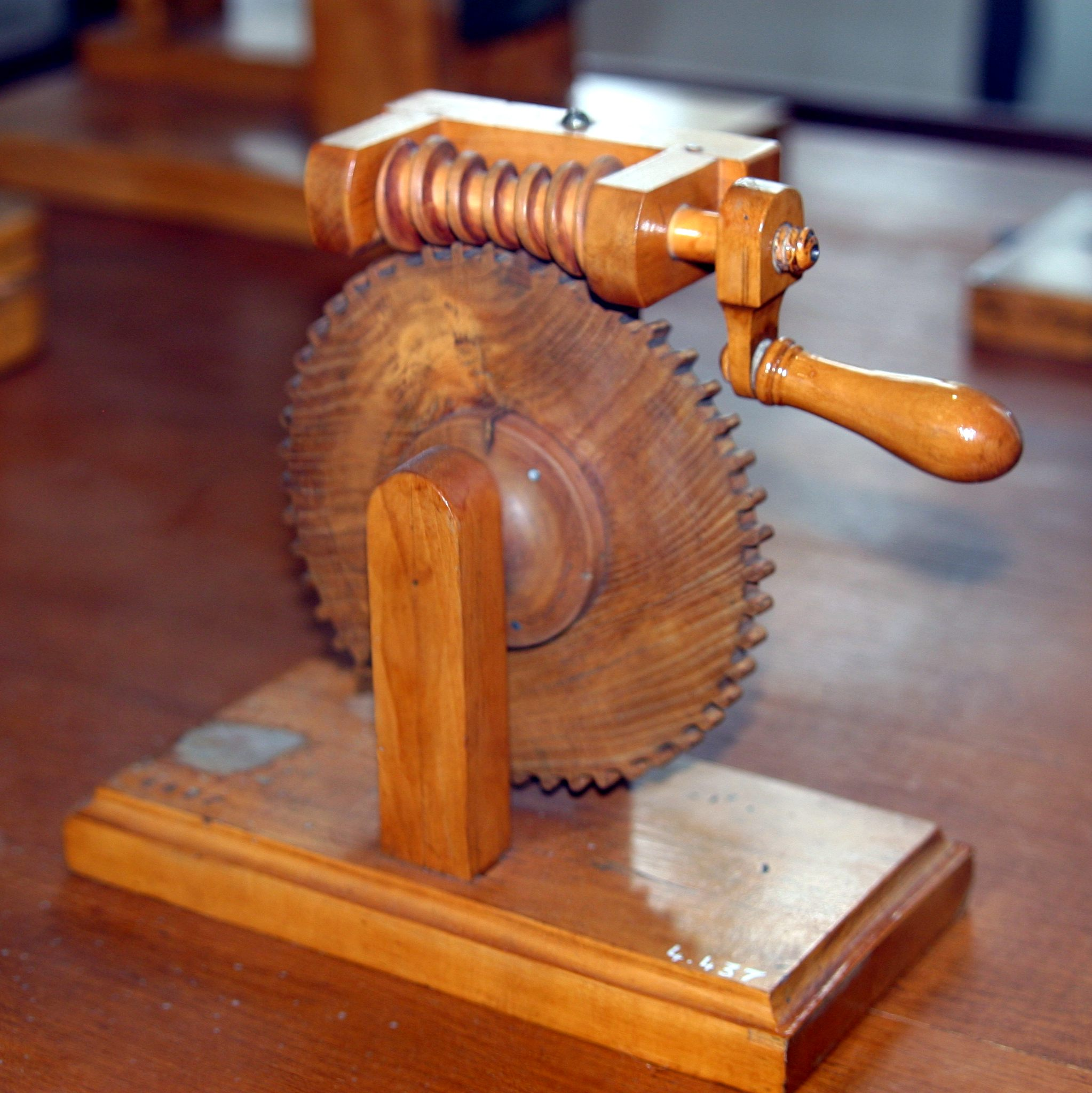
Globoid csigahajtás modellje

A csigahajtás az egymásra merőleges két tengely közötti fogazott hajtás egyik fajtája. A hajtótengelyre szerelt (vagy vele egy darabból készült) elem neve csiga, leggyakrabban hengeres, egy- vagy több-bekezdésű csavarfelület határolja. A hajtott tengelyre szerelt elem neve csigakerék. A csiga homlokmetszete (a tengelyre merőleges metszősíkban) általában hurkolt evolvens, ekkor a neve konvolut csiga, egyik szélső esetben arkhimédészi spirál, ekkor a neve arkhimédészi csiga, a másik szélső esetben hegyes evolvens (involut csiga).

## Jellemzői
A csigahajtás {\displaystyle i} áttétele a csiga {\displaystyle z_{1}} bekezdéseinek számából és a csigakerék {\displaystyle z_{2}} fogszámából számítható:
{\displaystyle i={\frac {z_{2}}{z_{1}}}}
A csigahajtást általában nagy áttételek esetén (i ≤ 150) használják, sokszor elég egyetlen fokozat is, de gyakran építenek fogaskerékelőtét-hajtással egybeépített csigahajtásokat is. A csigahajtóművek nagy terhelésre is viszonylag kis méreteket tesznek lehetővé. A csigahajtás sok esetben önzáró, ez azt jelenti, hogy ha a hajtómotor leáll és a hajtott tengely terhelés alatt marad, a hajtott tengely a súrlódási viszonyok miatt nem tud visszafelé hajtani. Ez a tulajdonsága előnyös emelőgépeknél, felvonóknál, de más alkalmazásoknál is.
A csigahajtómű terhelhetőségét folyamatos üzemben általában nem a szilárdsági, hanem a melegedési viszonyok korlátozzák. Mivel a csiga és a csigakerék között folyamatos csúszás lép fel, a két felület közötti súrlódás jelentős veszteségeket okoz, mely veszteségek hő formájában jelentkeznek. A csigahajtóművek hatásfoka az áttételtől, a csiga és csigakerék fogazatának geometriai kialakításától, a súrlódó felületeknél alkalmazott anyagminőségektől, az érintkező felületek érdességétől, a kenés módjától és egyéb tényezőktől függ, {\displaystyle \eta =40...80\%} között változik. Szakaszos üzemű csigahajtóművek által termelt hőt megfelelő nagyságú olajteknő és hűtőbordák megbízhatóan elvezetik, de állandó üzem esetén néha szükség van külső léghűtésre vagy vízhűtésre is.
Az állandó üzemű csigahajtások fejlesztésének fő iránya a súrlódási viszonyok javítása és a hőveszteségek csökkentése. A súrlódás csökkentését a hidrodinamikai kenés javításával érik el, ehhez olyan geometriát alakítanak ki, hogy minél több fog legyen kapcsolatban és a fogfelületek minél nagyobb területen érintkezzenek. Ilyen megfontolások vezettek a globoid csigák alkalmazására, melyeknél a csiga hosszú íven körülveszi a csigakereket, a felületi terhelés csökken és a kialakuló olajfilm kisebb súrlódást eredményez. Az ilyen csigák hátránya a nehezebb gyárthatóságuk.